# Midden-Duits voetbalkampioenschap 1922/23
In 1922/23 werd het 21ste voetbalkampioenschap gespeeld dat georganiseerd werd door de Midden-Duitse voetbalbond. Guts-Muts Dresden werd kampioen en plaatste zich voor de eindronde om de Duitse landstitel, waar de club in de eerste ronde door Hamburger SV verslagen werd.

## Deelnemers aan de eindronde
| Club                    | Gekwalificeerd als            |
| ----------------------- | ----------------------------- |
| SSV 1919 Magdeburg      | Kampioen van Elbe             |
| Chemnitzer BC           | Kampioen van Midden-Saksen    |
| VfB Leipzig             | Kampioen van Noordwest-Saksen |
| SV Guts-Muts Dresden    | Kampioen van Oost-Saksen      |
| SpVgg Borussia 02 Halle | Kampioen van Saale            |
| Konkordia Plauen        | Kampioen van West-Saksen      |
| SV Gotha 01             | Kampioen van Thüringen        |

## Eindronde

### Kwartfinale
|              |               |       |                  |  |
| 8 april 1923 | Chemnitzer BC | 2 - 1 | Konkordia Plauen |  |
| 8 april 1923 |               |       |                  |  |

|              |                    |       |                         |  |
| 8 april 1923 | SSV 1919 Magdeburg | 2 - 1 | SpVgg Borussia 02 Halle |  |
| 8 april 1923 |                    |       |                         |  |

|              |             |       |             |  |
| 8 april 1923 | SV Gotha 01 | 1 - 4 | VfB Leipzig |  |
| 8 april 1923 |             |       |             |  |

Guts-Muts Dresden had een bye.

### Halve finale
|               |             |       |                    |  |
| 15 april 1923 | VfB Leipzig | 1 - 0 | SSV 1919 Magdeburg |  |
| 15 april 1923 |             |       |                    |  |

|               |                      |       |               |  |
| 22 april 1923 | SV Guts-Muts Dresden | 6 - 1 | Chemnitzer BC |  |
| 22 april 1923 |                      |       |               |  |

### Finale
|               |                      |       |             |  |
| 29 april 1923 | SV Guts-Muts Dresden | 1 - 0 | VfB Leipzig |  |
| 29 april 1923 |                      |       |             |  |